# Марсело Тробиани
Марсело Тробиани (на испански: Marcelo Trobbiani) е аржентински футболист, полузащитник и треньор.

## Кариера
Марсело Тробиани започва своята професионална кариера през 1973 г. в Бока Хуниорс. В продължение на 4 години играе за клуба и има 107 мача, отбелязвайки 26 гола. След Бока той отива в Испания, където играе за клубовете Елче и Реал Сарагоса. През 1981 г. се завръща в родината си в Бока Хуниорс. Но в клуба той играе само 1 сезон и преминава в Естудиантес, за който успешно играе в продължение на 4 години, играейки 115 мача и отбелязвайки 17 гола. През 1985 г. отива в Колумбия, където играе за столичния клуб Мийонариос. След една година в Колумбия, Тробиани се завръща в Елче. Но той не се представя добре и през 1987 г. се завръща в Аржентина в Естудиантес. Приключва кариерата си в Талерес през 1993 г.
В националния отбор, Тробиани прави своя дебют през 1974 г. На Световното първенство през 1986 г. той играе само 93 секунди във финала. Общо има 15 мача, като отбелязва 1 гол.

## Отличия

### Международни
Аржентина
- Световно първенство по футбол: 1986